# Aellopos tantalus
Aellopos tantalus, được gọi là the Tantalus Sphinx, là một loài bướm đêm thuộc họ Sphingidae. Nó được tìm thấy ở Florida, Antilles, từ México tới Venezuela, Colombia, Ecuador, Surinam, và ở Amazons.
Sải cánh dài 45–57 milimét (1,8–2,2 in). Con trưởng thành bay quanh năm.
Ấu trùng ăn các loài Rubiaceae, bao gồm Casasia clusiifolia.

## Phụ loài
- Aellopos tantalus tantalus
- Aellopos tantalus zonata (Drury, 1773)

## Hình ảnh

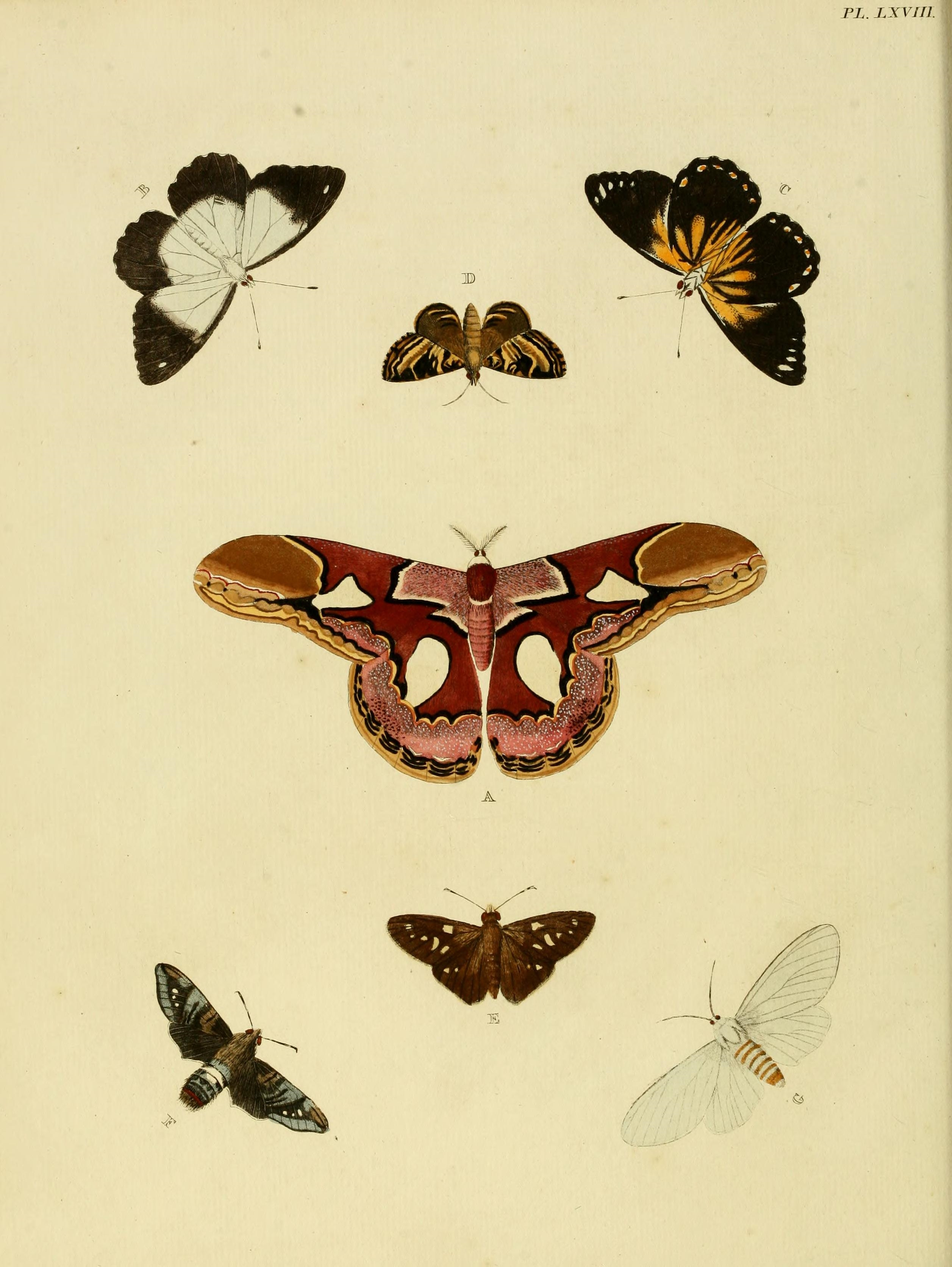